# Scey-sur-Saône-et-Saint-Albin
Scey-sur-Saône-et-Saint-Albin é uma comuna francesa na região administrativa de Borgonha-Franco-Condado, no departamento de Alto Sona. Estende-se por uma área de 28,25 km². Em 2010 a comuna tinha 1 564 habitantes (densidade: 55,4 hab./km²).